# Deutsche Meisterschaften im Sommerbiathlon 2005
Die 7. Deutschen Meisterschaften im Sommerbiathlon 2005 wurden vom 21. bis 24. Juli in Altenberg ausgetragen. Die Wettbewerbe im Crosslauf wurden sowohl bei den Männern wie auch bei den Frauen in den Teildisziplinen Kleinkalibergewehr und Luftgewehr im Sprint, im Massenstart und einem Staffelwettbewerb ausgetragen. Die Staffeln wurden nach Bundesländern oder Regionen zusammengestellt, zum Teil starteten auch Vereinsstaffeln. Monika Liedtke war die erfolgreichste Teilnehmerin, sie gewann alle vier Einzeltitel.

## Ergebnisse Frauenwettbewerbe
| Kleinkaliber             | Kleinkaliber      | Kleinkaliber                                     | Kleinkaliber       | Kleinkaliber      |
| ------------------------ | ----------------- | ------------------------------------------------ | ------------------ | ----------------- |
| Datum                    | Disziplin         | Erster Platz                                     | Zweiter Platz      | Dritter Platz     |
| 22. September 2005 (Fr.) | Sprint, 3 km      | Monika Liedtke                                   | Birgit Kotiers     | Stefanie Glöckner |
| 23. September 2005 (Sa.) | Massenstart, 5 km | Monika Liedtke                                   | Kirsten Mühlenkamp | Nicole Kneller    |
| 24. September 2005 (So.) | 3 × 3 km          | Sachsen Bettina Kempe Karin Scherwat Yvette Roch | –                  | –                 |

| Luftgewehr               | Luftgewehr        | Luftgewehr                                                         | Luftgewehr                                            | Luftgewehr                                             |
| ------------------------ | ----------------- | ------------------------------------------------------------------ | ----------------------------------------------------- | ------------------------------------------------------ |
| Datum                    | Disziplin         | Erster Platz                                                       | Zweiter Platz                                         | Dritter Platz                                          |
| 22. September 2005 (Fr.) | Sprint, 3 km      | Monika Liedtke                                                     | Nicole Kneller                                        | Gabi Bodenstein                                        |
| 23. September 2005 (Sa.) | Massenstart, 5 km | Monika Liedtke                                                     | Sandra Rhode                                          | Sandra Sommer                                          |
| 24. September 2005 (So.) | 3 × 3 km          | Rheinland Kirsten Mühlenkamp Vanessa Kopschetzky Stefanie Glöckner | SC Wilzenberg Anette Stöcker Aura Sommer Sandra Rhode | SC Rotenstein Gabi Bodenstein Kyra Hohage Karin Arnold |

## Ergebnisse Männerwettbewerbe
| Kleinkaliber             | Kleinkaliber      | Kleinkaliber                                               | Kleinkaliber                                         | Kleinkaliber                                               |
| ------------------------ | ----------------- | ---------------------------------------------------------- | ---------------------------------------------------- | ---------------------------------------------------------- |
| Datum                    | Disziplin         | Erster Platz                                               | Zweiter Platz                                        | Dritter Platz                                              |
| 22. September 2005 (Fr.) | Sprint, 4 km      | Roman Böttcher                                             | Sven Kretzschmar                                     | Wilhelm Rösch                                              |
| 23. September 2005 (Sa.) | Massenstart, 6 km | Frank Röttgen                                              | Steffen Jabin                                        | Michael Genz                                               |
| 24. September 2005 (So.) | 3 × 4 km          | Niedersachsen Alexander Röder Roman Böttcher Wilhelm Rösch | Bayern II Thomas Bauer Michael Genz Wolfgang Kinzner | Rheinland Markus Hartmann Herbert Zimmermann Frank Röttgen |

| Luftgewehr               | Luftgewehr        | Luftgewehr                                                   | Luftgewehr                                               | Luftgewehr                                      |
| ------------------------ | ----------------- | ------------------------------------------------------------ | -------------------------------------------------------- | ----------------------------------------------- |
| Datum                    | Disziplin         | Erster Platz                                                 | Zweiter Platz                                            | Dritter Platz                                   |
| 22. September 2005 (Fr.) | Sprint, 4 km      | Steffen Jabin                                                | Ralf Klauke                                              | Sebastian Blecke                                |
| 23. September 2005 (Sa.) | Massenstart, 6 km | Christoph Triebold                                           | Ralf Klauke                                              | Sebastian Blecke                                |
| 24. September 2005 (So.) | 3 × 4 km          | Skiclub Köthen Andreas Hoffmann Torsten Franke Steffen Jabin | Rheinland I Markus Hartmann Stephan Werner Frank Röttgen | Bayern I Thomas Deser Axel Reiner Matthias Raab |